# Luxemburgo en el Festival de la Canción de Eurovisión
Luxemburgo fue uno de los países que participaron en el primer Festival de la Canción de Eurovisión en 1956. Desde entonces y hasta 1993 no faltó más que una vez en 1959. Ganó 5 de los 37 festivales en los que participó: en 1961, 1965, 1972, 1973 y 1983, siendo superado en el ranking histórico de ganadores solo por Irlanda y Suecia.
Luxemburgo, junto con Ucrania, son los dos únicos países no extintos y no miembros del Big 5 que se han clasificado a la final en todas sus participaciones en el festival desde la introducción de las semifinales.
Luxemburgo además, junto con España, Suiza, Irlanda e Israel, son los únicos países que han ganado en su propio territorio.
Después de una reestructuración en 1994, el grupo RTL decidió que el país no participaría más. Sin embargo en el 2004 tenía intención de participar en la ronda clasificatoria, pero no fue económicamente posible. Aunque parezca extraño siendo de los países más ricos de Europa, hay que tener en cuenta que sería la pequeña radiodifusora luxemburguesa la que tendría que absorber los gastos de participar en el festival. Además, las autoridades ya no querían recurrir, como pasaba anteriormente, a cantantes extranjeros para representar al país y consideraban que, entre los luxemburgueses, no existía la calidad suficiente para participar.
Las ocasiones en que un luxemburgués participó por Luxemburgo son contadas ya que la gran mayoría de los artistas que participaron eran extranjeros, principalmente de Francia, aunque también hubo belgas, canadienses, alemanes, neerlandeses, griegos, estadounidenses, británicos e incluso las españolas Baccara. Algunos de los artistas más conocidos que fueron reclutados por el ducado fueron France Gall, Vicky Leandros, Nana Mouskouri, Jürgen Marcus y Lara Fabian. En tanto, los luxemburgueses que han representado a su país natal en el Festival han sido Camillo Felgen (1960 y 1962), Monique Melsen (1971), Sophie Carle (1984), Franck Olivier (1985), Sarah Bray (1991), Marion Welter (1992) y Laura Thorn (2025).
La mayoría de las canciones eran interpretadas en francés, salvo en 1960 y 1992 cuando fueron cantadas en luxemburgués.
En el 2006, Tango TV mostró interés en participar en el 2007, sin embargo la cadena de televisión se declaró en bancarrota y el país no pudo participar. Al igual que el resto de los países de la UER, Luxemburgo tiene abierta la posibilidad de participar en las siguientes ediciones del Festival.
El 12 de mayo de 2023, desde la cuenta oficial de Eurovisión, se confirmó que Luxemburgo volvería al festival en 2024.
En un total de 20 ocasiones, ha quedado Luxemburgo dentro del TOP-10 en una gran final.

## Participaciones
Leyenda
     Ganador
     Segundo puesto
     Tercer puesto
     Cuarto o quinto puesto (Top 5)
     Último puesto
| Año                            | Sede       | Artista                                                                    | Canción                           | Final                       | Pts.                        | Semifinal                   | Pts.                        |
| ------------------------------ | ---------- | -------------------------------------------------------------------------- | --------------------------------- | --------------------------- | --------------------------- | --------------------------- | --------------------------- |
| 1956                           | Lugano     | Michèle Arnaud                                                             | «Les amants de minuit»            | No se publicaron resultados | No se publicaron resultados | No hubo semifinales         | No hubo semifinales         |
| 1956                           | Lugano     | Michèle Arnaud                                                             | «Ne crois pas»                    | No se publicaron resultados | No se publicaron resultados | No hubo semifinales         | No hubo semifinales         |
| 1957                           | Fráncfort  | Danièle Dupré                                                              | «Amours mortes (Tant de peine)»   | 4                           | 8                           | No hubo semifinales         | No hubo semifinales         |
| 1958                           | Hilversum  | Solange Berry                                                              | «Un grand amour»                  | 9                           | 1                           | No hubo semifinales         | No hubo semifinales         |
| No participó en 1959           |            |                                                                            |                                   |                             |                             |                             |                             |
| 1960                           | Londres    | Camillo Felgen                                                             | «So laang we's du do bast»        | 13                          | 1                           | No hubo semifinales         | No hubo semifinales         |
| 1961                           | Cannes     | Jean-Claude Pascal                                                         | «Nous les amoureux»               | 1                           | 31                          | No hubo semifinales         | No hubo semifinales         |
| 1962                           | Luxemburgo | Camillo Felgen                                                             | «Petit bonhomme»                  | 3                           | 11                          | No hubo semifinales         | No hubo semifinales         |
| 1963                           | Londres    | Nana Mouskouri                                                             | «À force de prier»                | 8                           | 13                          | No hubo semifinales         | No hubo semifinales         |
| 1964                           | Copenhague | Hugues Aufray                                                              | «Dès que le printemps revient»    | 4                           | 14                          | No hubo semifinales         | No hubo semifinales         |
| 1965                           | Nápoles    | France Gall                                                                | «Poupée de cire, poupée de son»   | 1                           | 32                          | No hubo semifinales         | No hubo semifinales         |
| 1966                           | Luxemburgo | Michèle Torr                                                               | «Ce soir je t'attendais»          | 10                          | 7                           | No hubo semifinales         | No hubo semifinales         |
| 1967                           | Viena      | Vicky Leandros                                                             | «L'amour est bleu»                | 4                           | 17                          | No hubo semifinales         | No hubo semifinales         |
| 1968                           | Londres    | Chris Baldo y Sophie Garel                                                 | «Nous vivrons d'amour»            | 11                          | 5                           | No hubo semifinales         | No hubo semifinales         |
| 1969                           | Madrid     | Romuald                                                                    | «Cathérine»                       | 11                          | 7                           | No hubo semifinales         | No hubo semifinales         |
| 1970                           | Ámsterdam  | David Alexandre Winter                                                     | «Je suis tombé du ciel»           | 12                          | 0                           | No hubo semifinales         | No hubo semifinales         |
| 1971                           | Dublín     | Monique Melsen                                                             | «Pomme, pomme, pomme»             | 13                          | 70                          | No hubo semifinales         | No hubo semifinales         |
| 1972                           | Edimburgo  | Vicky Leandros                                                             | «Après toi»                       | 1                           | 128                         | No hubo semifinales         | No hubo semifinales         |
| 1973                           | Luxemburgo | Anne-Marie David                                                           | «Tu te reconnaîtras»              | 1                           | 129                         | No hubo semifinales         | No hubo semifinales         |
| 1974                           | Brighton   | Ireen Sheer                                                                | «Bye bye I love you»              | 4                           | 14                          | No hubo semifinales         | No hubo semifinales         |
| 1975                           | Estocolmo  | Geraldine                                                                  | «Toi»                             | 5                           | 84                          | No hubo semifinales         | No hubo semifinales         |
| 1976                           | La Haya    | Jürgen Marcus                                                              | «Chansons pour ceux qui s'aiment» | 14                          | 17                          | No hubo semifinales         | No hubo semifinales         |
| 1977                           | Londres    | Anne-Marie B                                                               | «Frère Jacques»                   | 16                          | 17                          | No hubo semifinales         | No hubo semifinales         |
| 1978                           | París      | Baccara                                                                    | «Parlez-vous français?»           | 7                           | 73                          | No hubo semifinales         | No hubo semifinales         |
| 1979                           | Jerusalén  | Jeane Manson                                                               | «J'ai déjà vu ça dans tes yeux»   | 13                          | 44                          | No hubo semifinales         | No hubo semifinales         |
| 1980                           | La Haya    | Sophie & Magaly                                                            | «Papa pingouin»                   | 9                           | 56                          | No hubo semifinales         | No hubo semifinales         |
| 1981                           | Dublín     | Jean-Claude Pascal                                                         | «C'est peut-être pas l'Amérique»  | 11                          | 41                          | No hubo semifinales         | No hubo semifinales         |
| 1982                           | Harrogate  | Svetlana                                                                   | «Cours après le temps»            | 6                           | 78                          | No hubo semifinales         | No hubo semifinales         |
| 1983                           | Múnich     | Corinne Hermès                                                             | «Si la vie est cadeaux»           | 1                           | 142                         | No hubo semifinales         | No hubo semifinales         |
| 1984                           | Luxemburgo | Sophie Carle                                                               | «100% d'amour»                    | 10                          | 39                          | No hubo semifinales         | No hubo semifinales         |
| 1985                           | Gotemburgo | Margo, Franck Olivier, Diane Solomon, Ireen Sheer, Chris y Malcolm Roberts | «Children, Kinder, Enfants»       | 13                          | 37                          | No hubo semifinales         | No hubo semifinales         |
| 1986                           | Bergen     | Sherisse Laurence                                                          | «L'amour de ma vie»               | 3                           | 117                         | No hubo semifinales         | No hubo semifinales         |
| 1987                           | Bruselas   | Plastic Bertrand                                                           | «Amour, amour»                    | 21                          | 4                           | No hubo semifinales         | No hubo semifinales         |
| 1988                           | Dublín     | Lara Fabian                                                                | «Croire»                          | 4                           | 90                          | No hubo semifinales         | No hubo semifinales         |
| 1989                           | Lausanne   | Park Café                                                                  | «Monsieur»                        | 20                          | 8                           | No hubo semifinales         | No hubo semifinales         |
| 1990                           | Zagreb     | Céline Carzo                                                               | «Quand je te rêve»                | 13                          | 38                          | No hubo semifinales         | No hubo semifinales         |
| 1991                           | Roma       | Sarah Bray                                                                 | «Un baiser volé»                  | 14                          | 29                          | No hubo semifinales         | No hubo semifinales         |
| 1992                           | Malmö      | Marion Welter y Kontinent                                                  | «Sou fräi»                        | 21                          | 10                          | No hubo semifinales         | No hubo semifinales         |
| 1993                           | Millstreet | Modern Times                                                               | «Donne-moi une chance»            | 20                          | 11                          | Kvalifikacija za Millstreet | Kvalifikacija za Millstreet |
| No participó entre 1994 y 2023 |            |                                                                            |                                   |                             |                             |                             |                             |
| 2024                           | Malmö      | Tali                                                                       | «Fighter»                         | 13                          | 103                         | 5                           | 117                         |
| 2025                           | Basilea    | Laura Thorn                                                                | «La poupée monte le son»          | 22                          | 47                          | 7                           | 62                          |
| 2026                           | Austria    | TBC                                                                        | TBC                               | TBC                         | TBC                         | TBC                         | TBC                         |

## Festivales organizados en Luxemburgo
| Edición                                   | Ciudad sede          | Localización              | Presentandores    |
| ----------------------------------------- | -------------------- | ------------------------- | ----------------- |
| Festival de la Canción de Eurovisión 1962 | Ciudad de Luxemburgo | Villa Louvigny            | Mireille Delannoy |
| Festival de la Canción de Eurovisión 1966 | Ciudad de Luxemburgo | Villa Louvigny            | Josiane Shen      |
| Festival de la Canción de Eurovisión 1973 | Ciudad de Luxemburgo | Gran Teatro de Luxemburgo | Helga Guitton     |
| Festival de la Canción de Eurovisión 1984 | Ciudad de Luxemburgo | Gran Teatro de Luxemburgo | Désirée Nosbusch  |

## Votación de Luxemburgo
Hasta 2025, la votación de Luxemburgo ha sido:
| Más puntos otorgados solo en la gran final | Más puntos otorgados solo en la gran final | Más puntos otorgados solo en la gran final |
| Pos.                                       | País                                       | Puntos                                     |
| ------------------------------------------ | ------------------------------------------ | ------------------------------------------ |
| 1                                          | Reino Unido                                | 180                                        |
| 2                                          | Francia                                    | 157                                        |
| 3                                          | Suiza                                      | 128                                        |
| 4                                          | Irlanda                                    | 116                                        |
| 5                                          | Israel                                     | 109                                        |

| Más puntos otorgados en semifinales y final | Más puntos otorgados en semifinales y final | Más puntos otorgados en semifinales y final |
| Pos.                                        | País                                        | Puntos                                      |
| ------------------------------------------- | ------------------------------------------- | ------------------------------------------- |
| 1                                           | Reino Unido                                 | 180                                         |
| 2                                           | Francia                                     | 157                                         |
| 3                                           | Suiza                                       | 128                                         |
| 4                                           | Irlanda                                     | 124                                         |
| 5                                           | Israel                                      | 121                                         |

| Más puntos recibidos solo en la final | Más puntos recibidos solo en la final | Más puntos recibidos solo en la final |
| Pos.                                  | País                                  | Puntos                                |
| ------------------------------------- | ------------------------------------- | ------------------------------------- |
| 1                                     | Irlanda                               | 103                                   |
| 2                                     | Francia                               | 100                                   |
| 3                                     | Portugal                              | 97                                    |
| 4                                     | Reino Unido                           | 95                                    |
| 5                                     | Finlandia                             | 87                                    |
| 5                                     | Países Bajos                          | 87                                    |

| Más puntos recibidos en semifinales y final | Más puntos recibidos en semifinales y final | Más puntos recibidos en semifinales y final |
| Pos.                                        | País                                        | Puntos                                      |
| ------------------------------------------- | ------------------------------------------- | ------------------------------------------- |
| 1                                           | Irlanda                                     | 111                                         |
| 2                                           | Francia                                     | 110                                         |
| 3                                           | Portugal                                    | 107                                         |
| 4                                           | Reino Unido                                 | 99                                          |
| 5                                           | Finlandia                                   | 97                                          |

## 12 puntos
- Luxemburgo ha dado 12 puntos a: